# Colombe à joues blanches
Geotrygon chrysia
Espèce
Statut de conservation UICN

 LC  : Préoccupation mineure
La Colombe à joues blanches (Geotrygon chrysia) est une espèce d'oiseaux de la famille des Columbidae.

## Répartition
Cette espèce vit aux Bahamas et sur les Grandes Antilles à l'exception de la Jamaïque.